# Дарат
Дарат (на френски Daratt, „Сух сезон“) е чадски филм от 2006 година на режисьора Махамат Салех Харун. Филмът печели специалната награда на журито на 63-тия кинофестивал във Венеция, както и други 8 награди от Венеция и фестивала в Уагадугу. Дарат е един от 7-те неевропейски филма, избрани за 250-годишнината от рождението на Волфганг Амадеус Моцарт.

## Сюжет
Внимание:  Текстът по-долу разкрива сюжета на произведението (или части от него)!
Действието се развива по време на гражданска война. Атим (Али Баша Баркаим) е 16-годишно момче, изпратено от дядо си да ликвидира Насара, който е убил баща му преди да се роди. Взимайки пистолета на баща си, Атим тръгва да търси Насара, който вече е станал собственик на пекарна. Атим не пожелава да извърши убийството и така пекарят го взима при себе си и го учи на занаята и се грижи за него. Момчето бива въвлечено в живота на семейството и започва да се измъчва от вътрешните си протиоречия. Филмът има неочакван край.